# Hengky Ardiles
Hengky Ardiles (sinh ngày 20 tháng 5 năm 1981 ở Padang Panjang, West Sumatra), là một cầu thủ bóng đá người Indonesia thi đấu ở vị trí hậu vệ cho Semen Padang và Đội tuyển bóng đá quốc gia Indonesia. Anh có màn ra mắt quốc tế trước Bahrain ngày 29 tháng 2 năm 2012.

## Danh hiệu

### Danh hiệu câu lạc bộ
Semen Padang
- Indonesia Premier League (1): 2011-12
- Indonesian Community Shield (1): 2013

### Danh hiệu cá nhân
- Indonesia Premier League Best Player (1): 2011-12